# Kinescope Film
Die Kinescope Film GmbH ist eine unabhängige deutsche Filmproduktionsgesellschaft mit Hauptsitz in Bremen. Weitere Standorte und Niederlassungen befinden sich in Köln (Tag/Traum Filmproduktion GmbH), Hamburg (Kinescope Film Hamburg GmbH) und Frankfurt.

## Geschichte
Die Kinescope Film wurde 2013 von Matthias Greving und Mike Beilfuß als GbR gegründet. Seit 2015 ist die Firma eine GmbH, Geschäftsführer ist Matthias Greving. Der Mitgründer und Gesellschafter Mike Beilfuß hat die Firma 2017 verlassen.

## Tätigkeitsfelder
Kinescope Film produziert nationale und internationale Spielfilme und Serien sowie Dokumentarfilme und Reportagen für Kino, Streamingdienste, TV und Online. Kinescope Film ist Mitglied im Produzenten Verband.

## Produktionen

### Kinofilme, TV-Filme und -serien (Auswahl)
- 2016: Die Hände meine Mutter (Regie: Florian Eichinger)
- 2016: Meine Bäckerblume (Kurzfilm, Regie: Michel Vrinten)
- 2019: Baumbacher Syndrom (Regie: Gregory Kirchhoff)
- 2018: Nicht im Traum (Kurzfilm, Regie: Astrid Menzel)
- 2020: Nachtbesuch (Kurzfilm, Regie: Joana Vogdt)
- 2021: Fließende Grenze (Kurzfilm, Regie: Joana Vogdt)
- 2021: Kräfte (Kurzfilm, Regie: Annelie Boros)
- 2022: Gewalten (Regie: Constantin Hatz)
- 2022: Heinrich Vogeler – Aus dem Leben eines Träumers (Regie: Marie Noëlle)
- 2023: Elaha (Regie: Milena Aboyan)
- 2023: Retoure (TV-Serie, Regie: Torsten Wacker)
- 2024: Bernhard Hoetger - Zwischen den Welten (Regie: Gabriele Rose)

### Dokumentarfilme und -serien, Reportagen, Shows (Auswahl)

#### (Produktionen und Koproduktionen)
- 2016: Anne Clark - I’ll walk out into tomorrow (Regie: Claus Withopf)
- 2017: Bücherjäger (Regie: Susanne Brahms)
- 2017: Werne Nekes – Das Leben zwischen den Bildern (Regie: Ulrike Pfeiffer)
- 2018: Unzertrennlich (Regie: Frauke Lodders)
- 2019: Die Akte BND – Waffengeschäfte deutscher Reeder (Regie: Rainer Kahrs)
- 2019: Porn Culture (Regie: Axel Brüggemann)
- 2019: Die Verwandlung (Regie: Michael Harder)
- 2020: Die Gewichtheberin (Regie: Constantin Hatz, Annelie Boros)
- 2021: Look me over – Liberace (Regie: Jeremy JP Fekete)
- 2021: A-ha – The Movie (Regie: Thomas Robsahm)
- 2021: Schwarzer Schatten - Serienmord im Krankenhaus (Regie: Steffen Hudemann, Liz Wieskerstrauch, Stjepan Klein)
- 2021: Gemeinsam nüchtern (Regie: Fabian Schmalenbach)
- 2022: Donatello - Schöpfer der Rannaissance (Regie: Margarete Kreuzer)
- 2022: Mein Land - Mein Land? (Regie: Ilka Franzmann)
- 2022: David Garrett - Ein Weltstar privat (Regie: Cordula Kablitz-Post)
- 2022: Synästhesie - Leben mit verknüpften Sinnen (Regie: Nadine Niemann)
- 2022: John Neumeier - Ein Leben für den Tanz (Regie: Andreas Morell)
- 2023: Gazprom - Die perfekte Waffe (Regie: Dirk Laabs)
- 2023: Erfundene Wahrheit - Die Affäre Relotius (Regie: Daniel Andreas Sager)

## Auszeichnungen (Auswahl)
- 2016: Filmfest München, Förderpreis Neuer deutscher Film für Die Hände meiner Mutter (Florian Eichinger, Beste Regie; Andreas Döhler, Beste schauspielerische Leistung)
- 2018: Hessischer Filmpreis, Nominierung für Unzertrennlich (Frauke Lodders)
- 2018: Grimme Preis, Nominierung Information & Kultur, Spezial für Bayreuth 2017/Die Meistersinger von Nürnberg
- 2018: Kasseler Dokumentarfilm- und Videofest, Goldener Herkules für Unzertrennlich (Frauke Lodders)
- 2019: Bayerischer Fernsehpreis, Kultur & Bildung, Axel Brüggemann für Bayreuth 2018/Lohengrin
- 2021: Interfilm International Short Film Festival Berlin, Jury Preis Deutscher Wettbewerb, Publikumspreis für Fließende Grenze (Johana Vogdt)
- 2021: Landshuter Kurzfilmfestival, Bester Kurzfilm für Fließende Grenze
- 2021: Tribeca Film Festival, Nominierung in der Sektion Spotlight Documentary für A-ha – The Movie
- 2021: Sehsüchte – Int. Student Film Festival, Publikumspreis in der Kategorie „Genre“ für Kräfte (Annelie Boros)
- 2022: Internationale Filmfestspiele Berlin, Heiner-Carow-Preis, Raffael Starman (Kamera) für Gewalten
- 2022: Deutscher Kamerapreis, Nominierung, Rafael Starman (Kamera) für Gewalten
- 2022: Locarno Film Festival, Kaiju Cinema Diffusion Prize für Elaha